# كيمياء جزئية النطاق

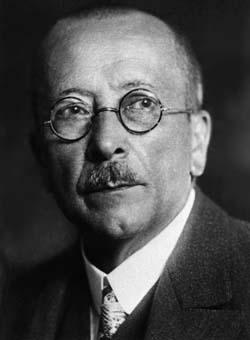

لا تعد الكيمياء جزئية النطاق (وغالبًا ما يُطلق عليها الكيمياء صغيرة النطاق، وفي الألمانية :Chemie im Mikromaßstabde:Chemie im Mikromaßstab) طريقة تحليلية فقط، بل هي كذلك طريقة تدريس شائعة الاستخدام على مستوى المدارس والجامعات، التي تتعامل مع كميات صغيرة من المواد الكيميائية. فبينما تعتمد العديد من الوسائل التقليدية لتدريس الكيمياء على التحضيرات المستهلكة لعدد كبير من الجرامات من المواد، تكتفي الكيمياء جزئية النطاق بملليجرامات من المواد الكيميائية. ويتنشر في الجامعات استخدام معدات المعامل الزجاجية الحديثة باهظة الثمن، كما تشيع الطرق الحديثة لتحديد وتشخيص المواد الكيميائية المنتجَة. وفي المدارس في العديد من دول نصف الكرة الجنوبي، يكون العمل صغير النطاق، باستخدام مواد منخفضة التكلفة وحتى عديمة التكلفة. كما كان، ومازال، هناك مكان للعمل صغير النطاق في ميدان التحليل النوعي، غير أن التطورات الحديثة توفر مقدارًا وافيًا من العلم والذي ينتظره طالب الكيمياء.

## معلومات تاريخية
ترتكز النظرية الحديثة على محورين أساسيين.
يعتمد الأول على فكرة أن العديد من التجارب المتعلقة بالكيمياء العامة (الأحماض والقواعد، والأكسدة والاختزال، والكيمياء الكهربائية، إلخ) يمكن إجراؤها باستخدام معدات أبسط (مثل الإبر والزجاجات والزجاجات القطارة والمحاقن واللوحات ذات الفجوات والماصات البلاستيكية) والتي تكون بطبيعة الحال أرخص من المعدات الزجاجية التقليدية المستخدمة في المعمل، ما يسهل تعزيز الخبرة المعملية لدى الطلاب في فصول كبيرة، وكذلك توفير عمل معملي داخل المؤسسات التي تفتقر بشدة للعمل المعياري. ومن وراد التطور الأولي في هذا المجال إجيرتون سي جراي (1928)، محمود المرصفي (1989)،  في مصر، وستيفان تومبسون في الولايات المتحدة،  وآخرون. وتعد تصميمات برادلي من مركز رادماست بجنوب أفريقيا أحد تطبيقات الأفكار السابقة والتي تم تصميمها بغرض إتاحة تجارب كيميائية فعالة في المدارس التي تفتقر للخدمات التقنية (الكهرباء والمياه الجارية) في الدول النامية، المهضوم حقها في أماكن كثيرة.
ويمثل المحور الآخر مقدمة للنظرية في مجال العمل التركيبي، وبصورة أساسية في الكيمياء العضوية. وقاد هذا التقدم الهائل كل من مايو وبايك وبوتشر، وويلمسون  الذين أظهروا قدرة الطلاب المبتدئين على القيام بتركيبات عضوية باستخدام بضع العشرات من الملليجرامات، وهي مهارة كان يتطلب اكتسابها سنوات من التدريب والخبرة. وواكب هذه النظريات ظهور بعض المعدات المتخصصة، التي بسطها بعد ذلك بروير محتفظًا لها بغالبية قدراتها.
يوجد عدد كبير من المواد المنشورة المتاحة للمساعدة في تقديم هذا المشروع، والتي تقدم النصائح حول كيفية اختيار المعدات والتقنيات والتجارب التحضيرية، ويستمر تدفق معلومات حول هذه المواد من خلال عمود في جريدة للتعيلم الكيميائي تدعى "المختبر جزئي النطاق"، والتي بدأت منذ سنوات ولا تزال تُنشر.
أتاح تقليل نطاق التجارب، عند الدمج مع تقنيات العرض الحديثة، إمكانية تقديم محاضرات بها شروحات علمية ذات طبيعة خطيرة للغاية في درجة تامة من الأمان.
وقد تم تبني النظرية عالميًا. وأصبح لها حضور قوي في المشهد التعليمي في الولايات المتحدة، ويقل انتشارها في المملكة المتحدة، كما يتم تطبيقها في العديد من الدول، في المؤسسات التي يهتم فيها أعضاء هيئة التدريس بالنظرية.

## مميزات الكيمياء جزئية النطاق
- توفر الوقت للتحضيرات والتنظيف بعد التجارب
- تقلل نسبة الفاقد من المصدر
- أكثر أمانًا
- تكلفة أقل للمواد والمعدات الكيميائية
- أماكن أصغر للتخزين
- تقلل الاعتماد على الاستخدام المفرط لأنظمة التهوية
- توفر مناخًا محببًا للعمل[9]
- سرعة أكبر للتفاعلات
- توفر وقتًا إضافيًا للتقييم والتواصل.

## مراكز الكيمياء جزئية النطاق
- النمسا فيكتور أوبندروف
- الصين تشو نينج هاوي
- مصر محمود المرصفي
- ألمانيا أنجيلا كوهلر جوكغيتزفيلت بيتر شوارتز والترود هابيلتز ميخائيل تاوتس
- هونغ كونغ يونج هونج تشان
- إسرائيل موردخاي ليفني
- اليابان كازوكو أوجينو
- مقدونيا ميتوديخا ناخديسوكي
- المكسيك خورخي إيبانيز، وارترو فريجوس، وكارمن دوريا، وروزا ماريا مينيرو، ومارغريتا هرنانديز، وآخرون.
- البرتغال إم إليسا مايا
- جنوب أفريقيا جون برادلي ماري دويتو
- السويد كريستير جروف بيرج
- الولايات المتحدة الأمريكية
- الولايات المتحدة الأمريكية
- الولايات المتحدة الأمريكية نسخة محفوظة 7 مارس 2018 على موقع واي باك مشين.
- الولايات المتحدة الأمريكية
- كينيث إم دوكسي
- تايلاند سوباوان تانتيانون
- الكويت عبد العزيز النجار

## مؤتمرات الكيمياء جزئية النطاق
الندوة الدولية الأولى عن الكيمياء جزئية النطاق
مايو 2000، في الجامعة الأيبيرية الأمريكية، في مكسيكو سيتي
الندوة الدولية الثانية عن الكيمياء جزئية النطاق
13. - 15. ديسمبر 2001، جامعة هونغ كونغ المعمدية، في هونغ كونغ 
الندوة الدولية الثالثة عن الكيمياء جزئية النطاق
18. - 20. مايو 2005، في الجامعة الأيبيرية الأمريكية، في مكسيكو سيتي 

## المواد منخفضة التكلفة والمواد عديمة التكلفة للمدارس الابتدائية والإعدادية
- أمبولات، وزجاجات حقن، وزجاجات تقطير
- موقد كحولي صغير
- علب مشروبات خفيفة
- عبوات تنقيط
- محاقن سعة 1 ملليلتر للاستعمال مرة واحدة للأحجام الأصغر , كأسطوانات للقياس , وسحاحات وماصات
- لوحات ذات فجوات
- بطارية 9 فولت
- ميزانان، للوزن
- خرز كنماذج للذرات والجزيئيات والشبكات البلورية ،

## المواد اللازمة لمستويات التعليم الثانوية والجامعية
- مواد من النمسا (فيكتور أوبندروف)
- أجهزة قياس منخفضة التكلفة ومعدات جزئية النطاق من هونغ كونغ (وينج هونج تشان)
- مواد من ألمانيا (إيكهارد باومباخ)
- مواد من ألمانيا (كلاوز جي هويسلر)
- مواد من جنوب أفريقيا (جون دي برادلي)
- مواد من المركز السويدي للكيمياء جزئية النطاق (ريستير جروف بيرج)
- مواد من المركز القومي للكيماء صغيرة النطاق في الولايات المتحدة (ستيفن تومبسون)
- مواد من المركز المكسيكي للكيمياء جزئية النطاق (خورخي إيبانيز)